# Notocerastes tricornis
Notocerastes tricornis là một loài bọ cánh cứng trong họ Zopheridae. Loài này được Carter miêu tả khoa học năm 1928.